# سیلوردیل
سیلوردیل (به لاتین: Silverdale, Auckland) یک شهر در نیوزیلند است که در منطقه اوکلند واقع شده‌است.

## خصوصیات
سیلوردیل  ۲٬۰۷۰ نفر جمعیت دارد.